# Liga Colombiana de Fútbol Sala 2023-II
La Liga Colombiana de Fútbol Sala llamada por motivos de patrocinio como Liga BetPlay de Fútsal 2023-II fue la vigésimo segunda (22a.) versión de la Liga Colombiana de Fútbol Sala que inició el día 11 de agosto de 2023 y finalizó el 11 de diciembre de 2023.

## Sistema de juego
El campeonato se jugará en cinco (5) fases:
- I Fase (Fase de grupos): Se jugará por el sistema de todos contra todos, con la particularidad que en la Liga BetPlay Fútsal FCF I-2023 se disputarán los encuentros de ida y en la Fase I (Grupos) de Liga BetPlay Fútsal FCF II-2023 se jugarán los partidos de vuelta.
- II Fase (Octavos de final): A los octavos de final avanzarán los 4 primeros equipos de cada grupo. Los enfrentamientos se darán en un ordenamiento de acuerdo a la tabla de reclasificación de la I Fase y se jugarán partidos de ida y vuelta.
- III Fase (Cuartos de final): A los cuartos de final avanzarán los 8 equipos ganadores de las llaves de octavos. Los partidos de igual manera se disputarán a ida y vuelta.
- IV Fase (Semifinal): A las semifinales avanzarán los 4 equipos ganadores de las llaves de cuartos. Los partidos de igual manera se disputarán a ida y vuelta.
- V Fase (Final): A la gran final avanzarán los 2 equipos ganadores de las llaves de semifinales. Los partidos de igual manera se disputarán a ida y vuelta.

## Equipos participantes
| Equipo                   | Departamento              | Ciudad               | Coliseo                                        |
| ------------------------ | ------------------------- | -------------------- | ---------------------------------------------- |
| Academia Central Cajicá  | Cundinamarca              | Cajicá               | Coliseo Fortaleza de Piedra                    |
| Alianza Tolima           | Tolima                    | Venadillo            | Coliseo Central de Venadillo                   |
| Atl. Cauca               | Cauca                     | Popayán              | Complejo Deportivo Popayán                     |
| Atl. Santander           | Santander                 | Bucaramanga          | Coliseo Bicentenario                           |
| Baby Soccer              | Tolima                    | Chaparral            | Coliseo Mayor de Chaparral                     |
| Barranquilla FC          | Atlántico                 | Barranquilla         | Coliseo Sugar Baby Rojas                       |
| Barranquilleros          | Atlántico                 | Barranquilla         | Coliseo Sugar Baby Rojas                       |
| Buenaventura Fútsal      | Valle del Cauca           | Buenaventura         | Coliseo Roberto Lozano Batalla                 |
| CORPRODEP Mosquera       | Cundinamarca              | Mosquera             | Coliseo Municipal de Mosquera                  |
| D'Martín                 | Cundinamarca              | Madrid               | Coliseo Cubierto de Madrid                     |
| Deportivo Meta H&H       | Meta                      | Villavicencio        | Coliseo UNILLANOS Barcelona                    |
| Deportivo Sanpas         | Boyacá                    | Tunja                | Coliseo IRDET                                  |
| El Carmen de Viboral     | Antioquia                 | El Carmen de Viboral | Coliseo de El Carmen de Viboral                |
| Es Fútsal                | Risaralda Valle del Cauca | Dosquebradas Cartago | Coliseo de Dosquebradas Coliseo Óscar Figueroa |
| Estrellas del Deporte    | Norte de Santander        | Cúcuta               | Coliseo Toto Hernández Coliseo UFPS            |
| Fund. Inter de Cartagena | Bolívar                   | Cartagena de Indias  | Coliseo Rocky Valdez                           |
| Fútsal Rionegro          | Antioquia                 | Rionegro             | Coliseo Iván Ramiro Córdoba                    |
| Gremio Samario           | Magdalena                 | Santa Marta          | Coliseo Mayor de Santa Marta                   |
| ICSIN                    | Valle del Cauca           | Yumbo                | Coliseo Carlos Alberto Bejarano                |
| Ind. Barranquilla        | Atlántico                 | Barranquilla         | Coliseo Sugar Baby Rojas                       |
| Leones de Nariño         | Nariño                    | Pasto                | Coliseo Sergio Antonio Ruano                   |
| Leones FC                | Antioquia                 | Itagüí               | Coliseo El Cubo de Itagüí                      |
| Lyon de Cali             | Valle del Cauca           | Cali                 | Coliseo Mariano Ramos                          |
| Oriente Cúcuta           | Norte de Santander        | Cúcuta Pamplona      | Coliseo Toto Hernández Coliseo Chepe Acero     |
| Real Antioquia           | Antioquia                 | Apartadó             | Coliseo Antonio Roldán                         |
| Real Bucaramanga         | Santander                 | Bucaramanga          | Coliseo Bicentenario Coliseo UNAB              |
| Sabaneros                | Sucre                     | Sincelejo            | Polideportivo de Las Delicias                  |
| Sport Team Club          | Bogotá                    | Bogotá               | Coliseo Cayetano Cañizares Coliseo CEFE Tunal  |
| Tigres del Quindío       | Quindío                   | Circasia             | Coliseo Municipal de Circasia                  |
| U. de Manizales          | Caldas                    | Palestina            | Coliseo Municipal de Palestina                 |
| U. Sergio Arboleda       | Bogotá                    | Bogotá               | Coliseo Cayetano Cañizares                     |
| Utrahuilca               | Huila                     | Neiva                | Coliseo Álvaro Sánchez Silva                   |